# Park Narodowy Sumapaz
Park Narodowy Sumapaz (hiszp. Parque nacional natural Sumapaz) – park narodowy znajdujący się w środkowej Kolumbii, w departamentach Meta, Cundinamarca i Huila. Został utworzony 24 czerwca 1968 roku i zajmuje obszar 2215,19 km². W 2021 roku został zakwalifikowany przez BirdLife International jako ostoja ptaków IBA. Na wschód od niego znajduje się Park Narodowy Chingaza.

## Opis
Park obejmuje fragment Kordyliery Wschodniej, głównie rejon górski Paramo Sumapaz, w dorzeczach rzek Magdalena, Meta i Guaviare. Znajduje się na wysokościach od 700 do 4330 m n.p.m. Jest tu około 30 szczytów powyżej 4000 m n.p.m., z których najwyższym jest Nevado de Sumapaz (4330 m). Na niżej położonej części parku rośnie tropikalny wilgotny las górski. Wyżej położoną, większą cześć parku, pokrywa paramo. Są tu liczne jeziora polodowcowe, potoki i wrzosowiska. Bardzo często występują mgły.
Średnia roczna temperatura w parku w zależności od wysokości wynosi od +2 oC do +19 oC. Najintensywniejsze opady występują na wschodnich zboczach gór (3500 – 4000 mm rocznie).

## Flora
Szacuje się, że na terenie parku występuje 897 gatunków roślin. W paramo rosną przeważnie rośliny z rodzin astrowate (głównie z rodzaju Espeletia) i wrzosowate, a także z rodzajów trzcinnik i Chusquea. Występują tu takie gatunki endemiczne jak krytycznie zagrożona wyginięciem (CR) Espeletia miradorensis, zagrożone wyginięciem (EN) Aragoa perez-arbelaeziana, Pernettya hirta i Espeletia summapacis, narażone na wyginięcie (VU) Espeletia cabrerensis i Aragoa corrugatifolia, a także m.in.: Diplostephium fosberii, Draba sericea,  Draba cuatrecasana, Espeletia tapirophila, Habracanthus cleefii, Pentacalia reissiana i Pentacalia nitida.

## Fauna
W parku odnotowano 260 gatunków ssaków. Są to krytycznie zagrożony wyginięciem (CR) szybowniczek rudogrzbiety, zagrożone wyginięciem (EN) królak brazylijski i tapir górski, narażone na wyginięcie (VU) andoniedźwiedź okularowy, mrówkojad wielki, ocelot tygrysi i mazama karłowata, a także m.in.: mulak białoogonowy, mazama ruda, pekariowiec obrożny, paka górska, miękkokolec białoogonowy, skrytouszka kordylierska, puma płowa, ocelot nadrzewny, ocelot wielki, hirara amerykańska, jaguarundi amerykański, majkong krabożerny, tamandua południowa, wiewiórka rudoogonowa, koendu brazylijski, kabassu jednopaskowy, aguti czarny.
Występują tu 154 gatunki ptaków. Są to zagrożony wyginięciem (EN) strzyżyk stokowy, narażone na wyginięcie (VU)  kondor wielki, żółtoliczka, wodnik andyjski i andagra maskowa, a także m.in.: aguja wielka, sterniczka jamajska, lelkowiec wstęgosterny, skalikurek andyjski, prostodziobek szary, koliberek rubinobrody, dzięciolnik skromny, tangarka niebieska, habia szara.
W parku zarejestrowano 15 gatunków gadów i 90 gatunków płazów. Żyją tu m.in.: Liophis epinephelus, Stenocercus trachycephalus, Anolis heterodermus, Anadia bogotensis i Bolitoglossa adspersa.